# Far Away
Far Away is een nummer van de Canadese rockband Nickelback uit 2006. Het is de tweede (in de Verenigde Staten vierde) single van Nickelback's vierde studioalbum All the Right Reasons. "Far Away" is een rockballad die gaat over een jongen die zijn meisje mist, omdat ze zo ver bij hem weg is.
Het nummer werd in veel westerse landen een bescheiden hitje. In Canada, Nickelbacks thuisland, haalde het de 50e positie. In de Amerikaanse Billboard Hot 100 haalde het nummer 8. In de Nederlandse Top 40 wist het een 18e positie te behalen, maar in de Vlaamse Ultratop 50 had het nummer weinig succes met een 46e positie.